# Luoshu
Luoshu (chiń. upr. 洛书; chiń. trad. 洛書; pinyin luòshū; dosł. „Księga rzeki Luo”) – chiński kwadrat magiczny, mistyczny diagram wynaleziony według legendy przez Fuxi. Stosowany w sztuce feng shui. Parzyste liczby to żeńskie elementy yin, które rozmieszczono w rogach kwadratu, zaś liczby nieparzyste symbolizujące element męski yang są rozmieszczone w postaci krzyża ze znakiem 'wu' w środku. Centralna liczba odpowiada w symbolice człowiekowi i jest najmocniejszym elementem. Kwadrat luoshu miał schematycznie przedstawiać zmiany pomiędzy elementami żeńskimi i męskimi, jakie zachodzą w ciągu roku.

Oryginalne chińskie luoshu
Współczesne przedstawienie luoshu, z podstawionymi cyframi arabskimi